# Gimme Some Truth (FlashForward)
«Gimme Some Truth» es el quinto episodio de la primera temporada de la serie de televisión FlashForward, de la cadena ABC. Fue escrito por los guionistas Barbara Ellis Nance, Nicole Yorkin y Dawn Prestwich y dirigido por Bobby Roth. Fue transmitido en Estados Unidos y Canadá el 22 de octubre de 2009.

## Argumento
Mark Benford es cuestionado sobre su flashforward en una audiencia en el Senado, que determinará si se seguirá financiando su investigación. Janis se pregunta cómo su visión afectará su relación de pareja y Olivia Benford recibe un mensaje anónimo relacionado con el flashforward de Mark.
La canción Like a Rolling Stone, original de Bob Dylan, aparece de manera preponderante en este episodio en la versión de The Rolling Stones.
- Datos: Q6439435